# Domenico Santoro (giornalista)
Domenico Santoro (Marcianise, 1º novembre 1872 – 1º novembre 1903) è stato un politico, giornalista e scrittore italiano.
Fu un volontario garibaldino.

## Biografia
Dopo aver compiuto gli studi nel liceo classico Pietro Giannone di Caserta, si iscrive alla facoltà di Lettere e Filosofia dell'Università di Napoli.
Nel 1897 si arruola nel battaglione garibaldino organizzato dal figlio dell'eroe dei due mondi, Ricciotti, per andare a combattere contro i Turchi per la libertà della Grecia. Partecipa in prima linea alla battaglia sanguinosissima di Domokos, dove trovano la morte numerosi suoi compagni volontari.
Rientra in patria e si dedica alla politica per dare un contributo all'emancipazione economica e culturale della sua città, Marcianise. 
La sua lotta politica la svolge con la sua attività di giornalista su fogli a tiratura provinciale e regionale. Farà parte della redazione romana dell'Avanti!. Ebbe rapporti amicali e culturali con Arturo Labriola, che scrisse una prefazione a due suoi saggi, L'arte di Emilio Zola e I giornalisti nella Rivoluzione francese.
La sua azione politica si scontra violentemente con i detentori del potere del tempo, e per reati di carattere politico viene condannato a ventuno mesi di carcere dove, dopo tre mesi di detenzione, muore.

## Opere
- Raccolta di poesie (in parte disperse), 1895
- Primavera ellenica. Ricordi dell'ultimo volontario, Scafati - Pompei, Stab. tip. Pompejano, 1900
- L'arte di Emilio Zola, 1901
- I giornalisti nella Rivoluzione francese, con prefazione di E. Guarino, Rocca S. Giovanni, E. Croce, 1906
- Due scritti, con prefazione di A. Labriola, Caserta, Tipografia della Libreria moderna, 1910